# Didymocarpus sinoprimulinus
Didymocarpus sinoprimulinus är en tvåhjärtbladig växtart som beskrevs av Wen Tsai Wang. Didymocarpus sinoprimulinus ingår i släktet Didymocarpus och familjen Gesneriaceae. Inga underarter finns listade i Catalogue of Life.